# Todo lo que soy
Todo lo que soy es el título del segundo álbum de estudio grabado por el cantautor y actor puertorriqueño-estadounidense Carlos Ponce. Fue lanzado al mercado por la empresa discográfica EMI Latin el 21 de septiembre de 1999. El álbum fue producido por el compositor y productor musical cubano-estadounidense Emilio Estefan, Jr., co-producido por Freddy Piñero, Jr. y Jon Secada. El álbum obtuvo una nominación para los Premios Billboard a la Música Latina del año 2000 al Mejor Álbum Pop del Año por Artista Masculino, pero perdió contra Amarte es un placer de Luis Miguel.

## Lista de canciones
| Todo lo que soy |                      |                                    |          |  |
| N.º             | Título               | Escritor(es)                       | Duración |  |
| 1.              | «Todo lo que soy»    | Tim Mitchell · Carlos Ponce        | 3:40     |  |
| 2.              | «La razón de mi ser» | Tim Mitchell                       | 3:47     |  |
| 3.              | «Escúchame»          | Marco Flores                       | 3:16     |  |
| 4.              | «Sigues conmigo»     | Carlos Ponce                       | 4:01     |  |
| 5.              | «Amiga sombra»       | Carlos Ponce                       | 3:58     |  |
| 6.              | «Hay algo en ti»     | Tim Mitchell · Carlos Ponce        | 4:02     |  |
| 7.              | «Me muero, me muero» | Marco Flores · Carlos Ponce        | 4:10     |  |
| 8.              | «Si te vas»          | Randall M. Barlow · Roberto Bladés | 3:22     |  |
| 9.              | «Déjate querer»      | Freddy Piñero, Jr. · Carlos Ponce  | 3:53     |  |
| 10.             | «Vuelve a mí»        | Carlos Ponce                       | 4:33     |  |
| 11.             | «Canción de cuna»    | Carlos Ponce                       | 3:20     |  |
| 42:05           |                      |                                    |          |  |

© MCMXCIX. EMI-Televisa.

## Posicionamiento en las listas
| Lista (1999)                    | Máxima posición |
| ------------------------------- | --------------- |
| U.S. Billboard Top Latin Albums | 19              |
| U.S. Billboard Latin Pop Albums | 9               |